# آنکیتا داس
آنکیتا داس (انگلیسی: Ankita Das؛ زادهٔ ۱۷ ژوئیهٔ ۱۹۹۳) یک بازیکن تنیس روی میز اهل هند است. 